# Comuna de Skąpe
Skąpe (polaco: Gmina Skąpe) é uma gminy (comuna) na Polónia, na voivodia da Lubúsquia e no condado de Świebodziński. A sede do condado é a cidade de Skąpe.
De acordo com os censos de 2004, a comuna tem 5511 habitantes, com uma densidade 30,4 hab/km².

## Área
Estende-se por uma área de 181,28 km², incluindo:
- área agricola: 44%
- área florestal: 48%

## Demografia
Dados de 30 de Junho 2004:
|                      | Total   | Total | Mulheres | Mulheres | Homens  | Homens |
| -------------------- | ------- | ----- | -------- | -------- | ------- | ------ |
|                      | pessoas | %     | pessoas  | %        | pessoas | %      |
| População            | 5511    | 100   | 2775     | 50,4     | 2736    | 49,6   |
| Densidade (pop./km²) | 30,4    | 100   | 15,3     | 15,3     | 15,1    | 15,1   |

De acordo com dados de 2002, o rendimento médio per capita ascendia a 1266,63 zł.

## Subdivisões
- Błonie, Cibórz, Darnawa, Kalinowo, Łąkie, Międzylesie, Niekarzyn, Niesulice, Ołobok, Pałck, Podła Góra, Radoszyn, Rokitnica, Skąpe, Węgrzynice, Zawisze.

## Comunas vizinhas
- Bytnica, Czerwieńsk, Lubrza, Łagów, Sulechów, Świebodzin